# Lostock Gralam
Lostock Gralam – wieś w Anglii, w hrabstwie ceremonialnym Cheshire, w dystrykcie (unitary authority) Cheshire West and Chester. Leży 30 km na wschód od miasta Chester i 252 km na północny zachód od Londynu. W 2001 miejscowość liczyła 2317 mieszkańców.